# Esbjörn Kristiernsson Djäkn
Esbjörn Kristiernsson Djäkn var en svensk fogde, omtalad i skriftliga källor 1381-1414.

## Biografi
Esbjörn Kristiernsson Djäkn förde ett vapen med två hjorthorn. Troligen härstammade han från Nyköpingstrakten där han omtalas som jordägare 1381 och var 1385 i Bo Jonssons tjänst. Han var redan före 1391 fogde i Östergötland och anges även från 1399 som fogde på Rumlaborg. 1406 och 1411 kallas han hövitsman i Östergötland. Esbjörn Kristiernsson Djäkn omtalas som häradshövding i Bankekinds härad 1406-1411, i Valkebo härad 1406, i Hammarkinds härad 1410, Björkekinds härad 1410 och i Vista härad 1411. Han skötte dock dessa ämbeten genom vikarier. Esbjörn Kristiernsson avsattes från sitt fogdeämbete av Erik av Pommern efter Margaretas död 1412. Ännu 1414 tycks han dock ha innehaft Rumlaborg.

### Egendom
Djäkn sätesgård var Flättna i Sankt Nicolai socken.

### Familj
Djäkn var gift och fick med sin fru barnen Katarina Esbjörnsdotter som var gift med Jöns Get och Kristiern Esbjörnsson (död på 1450-talet) som deltog i Engelbrektsupproret.